# بوهدان لیتیواک
بوهدان لیتیواک (اوکراینی: Богдан Олегович Литвяк؛ زادهٔ ۵ مهٔ ۱۹۹۸) بازیکن فوتبال اهل اوکراین است.